# Los Angeles Open 1982
Il Los Angeles Open 1982 è stato un torneo di tennis giocato sul cemento del Tennis Center di Los Angeles negli Stati Uniti. È stata la 56ª edizione del torneo, che fa parte del Volvo Grand Prix 1982. Si è giocato dal 12 al 18 aprile 1982.

## Campioni

### Singolare
Jimmy Connors ha battuto in finale  Mel Purcell con il punteggio di 6–2 6–1

### Doppio
Sherwood Stewart /  Ferdi Taygan hanno battuto in finale  Bruce Manson /  Brian Teacher con il punteggio di 6–1, 6–7, 6–3